# Devanur, Virajpet
Devanur là một làng thuộc tehsil Virajpet, huyện Kodagu, bang Karnataka, Ấn Độ.